# Oddvør Johansen
Oddvør Johansen, född 30 oktober 1941 i Torshamn, är en färöisk författare och organist vid Torshamns domkyrka.

## Biografi
Johansen föddes 1941 som dotter till orgelbyggaren Verland Johansen och Ebba Restorff.
Fadern var ursprungligen möbeldesigner, men skiftade efter 50 år om till att bygga orglar och konstruerade 20 orglar till flera färöiska kyrkor. Johansen växte upp i ett musikaliskt hem, vilket också avspeglar sig i hennes senare författarskap. Efter sin första skilsmässa, flyttade hon till Danmark med violinisten Kanny Sambleben, och den ena av två adopterade barn. Kanny Sambleben hade dessutom redan en dotter, den senare berömda flöjtisten Michala Petri. 1978 gifte sig Oddvør med Kanny Sambleben och tillsammans fick de ytterligare två barn. 1987 flyttade hon med man och barn tillbaka till Färöarna.

## Författarskap
Johansen debuterade som författare 1982 med boken Livets sommer, för vilken hon mottog Färöarnas litteraturpris. Det var en av de första färöiska romaner skriven av en kvinna, och romanen är översatt till både danska och svenska. 1989 mottog hon ett färöiskt barnebokspris för boken Skip í eygsjón - en realistisk roman som utspelar sig kring början av 1900-talet. 2001 nominerades hon till Nordiska rådets litteraturpris med boken Í morgin er aftur ein dagur. 2002 tilldelades hon Färöarnas litteraturpris för boken Tá ið eg havi málað summarhúsið, och 2004 vann hon med boken Sebastians hús ett romanpris i samband med en årlig konstfestival på Nordens Hus på Färöarna. Boken har senare översatts till isländska.
År 2015 fick hon Sømdargáva landsins 2014, ett belopp på 20 000 kronor som utbetalas årligen resten av livet.